# Hans Lörtscher

Hans Lörtscher (1960)

Hans Lörtscher (* 1. August 1908 in Spiez; †  3. September 1990) war ein schweizerischer Tierzuchtprofessor an der ETH Zürich und Pionier der Populationsgenetik und künstlichen Besamung in der Rinderzucht der Schweiz.

## Leben und Wirken
Lörtscher studierte an der ETH Zürich Agrarwissenschaften und nach Studienaufenthalten in London, Edinburgh und Berlin 1937 promovierte er mit der Dissertation: Variationsstatistische Untersuchungen an Leistungserhebungen in einer British-Friesian Herde zum Dr. agr. Danach war er Leiter des schweizerischen Herdbuchs für das Fleckvieh, bis er 1947 als Ordinarius für Tierzucht an die ETH Zürich berufen wurde. Zusammen mit seinem Schüler Henri L. Le Roy war er Pionier der Populationsgenetik und der künstlichen Besamung bei Rindern in der Schweiz. 1976 trat Lötscher in den Ruhestand.
Hans Lörtscher war mit der Agrarwissenschaftlerin Margit Lörtscher-Ullmann verheiratet.

## Mitgliedschaften
- Swissgenetics; Präsident 1969–1979
- Schweizerische Vereinigung für Tierzucht: Präsident 1947–1976

## Ehrungen
- 1965 Ehrendoktor der Christian-Albrechts-Universität Kiel
- 1969 Ehrenpräsident Swissgenetics

## Werke (Auswahl)
- Variationsstatistische Untersuchungen an Leistungserhebungen in einer British-Friesian Herde: Ein Beitrag zur Vererbung der Milchleistung beim Rind. P. Parey, Berlin 1937.
- Aktuelle Fragen der modernen Leistungszucht beim Rindvieh. Vortrag gehalten anlässlich der kantonalen Tiersuchttagung am 22. Januar 1953 in Zürich. Verlag des Zürcher Bauernsekretariates, Zürich 1953. (Mitteilungen des Zürcher Bauernsekretariates; 2).